# Lisa Nemec
Lisa Christina Nemec, z domu Stublić (ur. 18 maja 1984 w Waterbury) – chorwacka lekkoatletka pochodząca ze Stanów Zjednoczonych, specjalizująca się w biegach długodystansowych. Reprezentantka klubu Dinamo-Zrinjevac Zagreb. Rekordzistka Chorwacji w biegu na 10 kilometrów, biegu na 10 000 metrów, biegu na 5000 metrów, biegu na 3000 metrów z przeszkodami, półmaratonie i maratonie oraz halowa rekordzistka w biegu na 3000 metrów. Wielokrotna mistrzyni i medalistka mistrzostw kraju oraz reprezentantka Chorwacji. Olimpijka.
Testy antydopingowe przeprowadzone u Nemec poza zawodami, w październiku 2015, wykazały stosowanie przez nią niedozwolonych środków. Otrzymała ona karę 4 lat dyskwalifikacji (do 28 października 2019).

## Życie prywatne
Lisa Chrsitina Nemec urodziła się 18 maja 1984 w Waterbury. Jej rodzicami są Ivan Stublić, pochodzący z chorwackiej wsi Stari Brod niedaleko miejscowości Sisak, i Mary, Amerykanka pochodząca z rodziny o włoskich korzeniach. Ma młodszą siostrę Dianę i brata Joe. Posiada obywatelstwo amerykańskie i chorwackie. Ukończyła teorię muzyki na Uniwersytecie Columbia w Nowym Jorku. Gra na flecie, skrzypcach i fortepianie. Na stałe przyjechała do Chorwacji 22 stycznia 2008 roku. Wcześniej mieszkała w Stanach Zjednoczonych, a w Chorwacji przed 2008 rokiem była trzykrotnie. Jest poetką, będąc w Stanach Zjednoczonych wydała tomik poezji zatytułowany „Loose Ends. Weak Beginnings: A Collection of Poetry 2003-2005”.

## Kariera sportowa

### Początki kariery
Nemec zaczęła uprawiać lekkoatletykę w szkole średniej. Do 2006 roku reprezentowała Columbia University, startując między innymi w zawodach NCAA. Po ukończeniu studiów przez pewien czas pracowała w Stanach Zjednoczonych w kawiarni.

### 2008
Od momentu wyjazdu do Chorwacji w 2008 roku reprezentuje jej barwy. Kilka miesięcy po przyjeździe do tego kraju jej trenerem został Slavko Petrović. Na arenie międzynarodowej po raz pierwszy wystąpiła 21 czerwca 2008 roku, startując w biegu na 3000 m z przeszkodami podczas I ligi Pucharu Europy w Lekkoatletyce 2008. W tym samym roku zdobyła również swoje pierwsze medale mistrzostw Chorwacji w lekkoatletyce. 14 grudnia 2008 roku w Velikiej Goricy ustanowiła nowy rekord Chorwacji w półmaratonie, poprawiając poprzedni o 23 sekundy.

### 2009
W kolejnym roku ponownie reprezentowała swój kraj w zawodach międzynarodowych startując w biegu na 5000 m i biegu na 3000 m z przeszkodami podczas II ligi Drużynowych Mistrzostw Europy w Lekkoatletyce 2009. W pierwszej z tych konkurencji o prawie sekundę poprawiła poprzedni rekord Chorwacji. 20 dni wcześniej, 1 czerwca, Stublić ustanowiła również rekord kraju w biegu na 3000 m z przeszkodami. Kilka dni później zdobyła także kolejne medale mistrzostw Chorwacji.

### 2010
W 2010 roku Lisa Christina Stublić po raz kolejny reprezentowała Chorwację w biegu na 3000 m z przeszkodami podczas II ligi Drużynowych Mistrzostw Europy w Lekkoatletyce 2010. 22 sierpnia o prawie minutę poprawiła swój rekord kraju w półmaratonie. 26 sierpnia 2010 roku zadebiutowała w biegu maratońskim, startując w Maratonie Berlińskim. Z czasem 2:33:42 zajęła 9. miejsce wśród kobiet, wypełniając minimum uprawniające ją do startu w Letnich Igrzyskach Olimpijskich 2012. Jednocześnie, o 5 minut i 43 sekundy, poprawiła ustanowiony przez Tijanę Pavičić 21 lat wcześniej rekord Chorwacji.

### 2011
13 marca 2011 roku po raz kolejny poprawiła swój rekord kraju w półmaratonie, uzyskując czas 1:14:15. 10 kwietnia 2011 roku wygrała maraton w Linzu, poprawiając swój własny rekord kraju i rekord trasy, należący wcześniej do Evy-Marii Gradwohl. Dzięki temu rezultatowi, jako pierwsza reprezentantka Chorwacji, zakwalifikowała się do startu na Letnich Igrzyskach Olimpijskich 2012. 30 lipca 2011 w biegu na 5000 metrów podczas Mistrzostw Chorwacji w Lekkoatletyce 2011 uzyskała czas 16:08,33, o blisko 18 sekund poprawiając swój wcześniejszy rekord kraju i rekord życiowy z 2009 roku, jednocześnie zdobywając kolejny w karierze złoty medal mistrzostw Chorwacji w lekkoatletyce. W sierpniu 2011 roku reprezentowała Chorwację na Mistrzostwach Świata w Lekkoatletyce 2011, startując w maratonie kobiet. Konkurencję tę, rozegraną pierwszego dnia mistrzostw (27 sierpnia), ukończyła na 27. pozycji z czasem 2:36:41.

## Osiągnięcia
| Rok  | Impreza                                   | Miejsce          | Konkurencja                        | Lokata      | Wynik    |
| ---- | ----------------------------------------- | ---------------- | ---------------------------------- | ----------- | -------- |
| 2008 | I liga Pucharu Europy                     | Stambuł          | bieg na 3000 metrów z przeszkodami | 8. miejsce  | 10:44,16 |
| 2009 | II liga drużynowych mistrzostw Europy     | Bańska Bystrzyca | bieg na 3000 metrów z przeszkodami | 3. miejsce  | 10:24,10 |
| 2009 | II liga drużynowych mistrzostw Europy     | Bańska Bystrzyca | bieg na 5000 metrów                | 2. miejsce  | 16:26,28 |
| 2010 | II liga drużynowych mistrzostw Europy     | Belgrad          | bieg na 3000 metrów z przeszkodami | 6. miejsce  | 10:20,94 |
| 2011 | Mistrzostwa świata                        | Daegu            | maraton                            | 27. miejsce | 2:36:41  |
| 2012 | Igrzyska olimpijskie                      | Londyn           | maraton                            | 52. miejsce | 2:34:03  |
| 2012 | Mistrzostwa Europy w biegach przełajowych | Budapeszt        | seniorki                           | 9. miejsce  | 28:18    |
| 2013 | II liga drużynowych mistrzostw Europy     | Kowno            | bieg na 5000 metrów                | 3. miejsce  | 16:19,11 |
| 2014 | Mistrzostwa świata w półmaratonie         | Kopenhaga        | półmaraton                         | 23. miejsce | 1:11:09  |
| 2014 | Mistrzostwa Europy                        | Zurych           | maraton                            | 4. miejsce  | 2:28:36  |

## Rekordy życiowe
- Bieg na 1500 metrów – 4:33,43 (2008)
- Bieg na 3000 metrów – 9:12,10 (2015)
- Bieg na 3000 metrów (hala) – 9:16,78 (2012) halowy rekord Chorwacji[34]
- Bieg na 5000 metrów – 15:59,48 (2013) do 2019 rekord Chorwacji[35]
- Bieg na 5000 metrów (hala) – 16:41,10 (2006)
- Bieg na 10 000 metrów – 33:17,91 (2014) do 2019 rekord Chorwacji[35]
- Bieg na 10 kilometrów – 32:57 (2013) rekord Chorwacji[35]
- Półmaraton – 1:09:16 (2014) rekord Chorwacji[35]
- Maraton – 2:25:44 (2013) rekord Chorwacji[35]
- Bieg na 3000 metrów z przeszkodami – 10:09,56 (2009) rekord Chorwacji[35]